# József Somssich

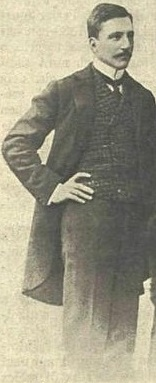
József Somssich

Graaf József Adolf Somssich de Saárd (Graz, 9 december 1864 – Boedapest, 22 januari 1941) was een Hongaars politicus, die van 1919 tot 1920 de functie van minister van Buitenlandse Zaken uitoefende. Vóór de Eerste Wereldoorlog was hij werkzaam op enkele ambassades, zoals Genua, Berlijn en Parijs. Tussen 1920 en 1924 was hij ambassadeur bij het Vaticaan. Hij was lid van het Magnatenhuis.
Zijn vrouw was gravin Kamilla Szőgyény-Marich (1876–1966), een dochter van de voormalige minister graaf László Szőgyény-Marich jr. Hun huwelijk dat in 1899 in Berlijn werd gehouden, werd ook bijgewoond door de Duitse keizer Wilhelm II en werd ingezegend door de bisschop van Pécs, Sámuel Etyey.